# Lobelia monostachya
Lobelia monostachya es una especie de planta de flores perteneciente a la familia Campanulaceae. Es endémica de Estados Unidos. Su hábitat natural son los matorrales secos de regiones tropicales y subtropicales. está tratada en peligro de extinción por pérdida de hábitat.

## Hábitat
Es endémica de la isla de Oahu en Hawái. Habita en los matorrales de acantilados templados en el sur de las montañas Ko olau a una altitud de 44 a 614 m. Anteriormente se creía que se había extinguido pero en 1994 fue redescubierto y sólo 8 plantas se conocen actualmente. Las plantas nativas asociadas incluyen Artemisia australis, Carex meyenii, Eragrostis spp., y Psilotum nudum.

## Taxonomía
Lobelia monostachya fue descrita por (Rock) Lammers y publicado en Systematic Botany 13: 502. 1988.
Etimología
Lobelia: nombre genérico que fue nombrado en honor del botánico belga Matthias de Lobel (1538-1616).
monostachya: epíteto latino que significa "con una sola espiga".
Sinonimia
- Lobelia hillebrandii var. monostachya Rock
- Neowimmeria monostachya (Rock) I.Deg. & O.Deg.[8][9]